# Hannes Trinkl
Hannes Trinkl (ur. 1 lutego 1968 w Steyr) – austriacki narciarz alpejski, mistrz świata i brązowy medalista olimpijski.

## Kariera
Pierwsze punkty w zawodach Pucharu Świata Hannes Trinkl wywalczył 7 grudnia 1991 roku w Val d’Isère, zajmując 25. miejsce w biegu zjazdowym. Na podium po raz pierwszy stanął 15 marca 1993 roku w Sierra Nevada, zajmując w zjeździe trzecie miejsce. W zawodach tych wyprzedzili go jedynie jego rodak Armin Assinger i Daniel Mahrer ze Szwajcarii. Dziewięć miesięcy później, 22 grudnia 1993 roku w Lech odniósł swoje pierwsze zwycięstwo w zawodach tego cyklu, wygrywając supergiganta. Łącznie Trinkl w ciągu całej kariery 25 razy stawał na podium, odnosząc przy tym jeszcze pięć zwycięstw, wszystkie w zjeździe: 29 grudnia 1993 roku w Bormio, 4 marca 1994 roku w Aspen, 4 grudnia 1999 roku w Lake Louise, 15 marca 2000 roku w Bormio i 2 marca 2002 roku w Kvitfjell. Najlepsze wyniki Austriak osiągał w sezonie 1993/1994, który ukończył na piątym miejscu w klasyfikacji generalnej i drugim w klasyfikacji zjazdu. Wśród zjazdowców lepszy okazał się tylko reprezentant Luksemburga Marc Girardelli, a trzeci był kolejny Austriak, Patrick Ortlieb. Trinkl był też czwarty w klasyfikacji zjazdu w sezonach 2000/2001 i 2001/2002 oraz piąty w sezonach 2001/2002 i 2002/2003.
W 1993 roku wystartował na mistrzostwach świata w Morioce, zajmując dwunaste miejsce w zjeździe. Rok później w tej samej konkurencji zajął szóste miejsce podczas igrzysk olimpijskich w Lillehammer, a na mistrzostwach świata w Sierra Nevada w 1996 roku był dziewiąty. Pierwszy medal zdobył na igrzyskach olimpijskich w nagano, gdzie w swej koronnej konkurencji zajął trzecie miejsce. W zawodach tych lepsi okazali się jedynie Francuz Jean-Luc Crétier oraz Lasse Kjus z Norwegii. Największy sukces osiągnął jednak na mistrzostwach świata w St. Anton w 2001 roku, gdzie w zjeździe sięgnął po zwycięstwo. Wyprzedził tam bezpośrednio rodaka, Hermanna Maiera i Niemca Floriana Eckerta. Brał także udział w rozgrywanych dwa lata później mistrzostwach świata w Sankt Moritz, jednak zajął dopiero 31. miejsce.
W lipcu 2004 roku ogłosił zakończenie kariery sportowej. W 1998 roku otrzymał Odznakę Honorową za Zasługi dla Republiki Austrii.
Po zakończeniu kariery był między innymi wiceprezydentem Austriackiej Federacji Narciarskiej. Od 2014 roku jest dyrektorem zawodów Pucharu Świata w konkurencjach szybkościowych. Trasa narciarska w Hinterstoder została nazwana jego imieniem - Hannes-Trinkl-Weltcupstrecke.

## Osiągnięcia

### Igrzyska olimpijskie
| Miejsce | Dzień     | Rok  | Miejscowość | Konkurencja | Czas biegu | Strata | Zwycięzca        |
| ------- | --------- | ---- | ----------- | ----------- | ---------- | ------ | ---------------- |
| 6.      | 13 lutego | 1994 | Lillehammer | Zjazd       | 1:45,75    | +0,47  | Tommy Moe        |
| DNF     | 17 lutego | 1994 | Lillehammer | Supergigant | 1:32,53    | -      | Markus Wasmeier  |
| 3.      | 13 lutego | 1998 | Nagano      | Zjazd       | 1:50,11    | +0,52  | Jean-Luc Crétier |

### Mistrzostwa świata
| Miejsce | Dzień     | Rok  | Miejscowość          | Konkurencja | Czas biegu | Strata | Zwycięzca          |
| ------- | --------- | ---- | -------------------- | ----------- | ---------- | ------ | ------------------ |
| 12.     | 11 lutego | 1993 | Morioka              | Zjazd       | 1:32,06    | +1,62  | Urs Lehmann        |
| 9.      | 17 lutego | 1996 | Sierra Nevada        | Zjazd       | 2:00,17    | +1,66  | Patrick Ortlieb    |
| 1.      | 7 lutego  | 2001 | St. Anton am Arlberg | Zjazd       | 1:38,74    | –      | –                  |
| 31.     | 8 lutego  | 2003 | Sankt Moritz         | Zjazd       | 1:43,54    | +3,39  | Michael Walchhofer |

### Puchar Świata

#### Miejsca w klasyfikacji generalnej
- sezon 1991/1992: 93.
- sezon 1992/1993: 22.
- sezon 1993/1994: 5.
- sezon 1994/1995: 21.
- sezon 1995/1996: 38.
- sezon 1996/1997: 32.
- sezon 1997/1998: 20.
- sezon 1998/1999: 23.
- sezon 1999/2000: 13.
- sezon 2000/2001: 12.
- sezon 2001/2002: 17.
- sezon 2002/2003: 18.
- sezon 2003/2004: 33.

#### Zwycięstwa w zawodach
1. Lech – 22 grudnia 1993 (supergigant)
2. Bormio – 29 grudnia 1993 (zjazd)
3. Aspen – 4 marca 1994 (zjazd)
4. Lake Louise – 4 grudnia 1999 (zjazd)
5. Bormio – 15 marca 2000 (zjazd)
6. Kvitfjell – 2 marca 2002 (zjazd)

#### Pozostałe miejsca na podium
1. Sierra Nevada – 15 marca 1993 (zjazd) – 3. miejsce
2. Kvitfjell – 20 marca 1993 (zjazd) – 3. miejsce
3. Chamonix – 29 stycznia 1994 (zjazd) – 3. miejsce
4. Whistler – 12 marca 1994 (zjazd) – 2. miejsce
5. Vail – 16 marca 1994 (zjazd) – 2. miejsce
6. Wengen – 20 stycznia 1995 (zjazd) – 3. miejsce
7. Val d’Isère – 9 grudnia 1995 (zjazd) – 3. miejsce
8. Vail – 12 marca 1997 (zjazd) – 3. miejsce
9. Wengen – 16 stycznia 1999 (zjazd) – 2. miejsce
10. Chamonix – 8 stycznia 2000 (zjazd) – 3. miejsce
11. Garmisch-Partenkirchen – 29 stycznia 2000 (zjazd) – 3. miejsce
12. Kitzbühel – 20 stycznia 2001 (zjazd) – 2. miejsce
13. Kvitfjell – 4 marca 2001 (supergigant) – 2. miejsce
14. Wengen – 12 stycznia 2001 (zjazd) – 2. miejsce
15. Kitzbühel – 19 stycznia 2002 (zjazd) – 3. miejsce
16. Altenmarkt-Zauchensee – 6 marca 2002 (zjazd) – 3. miejsce
17. Lake Louise – 30 listopada 2002 (zjazd) – 2. miejsce
18. Beaver Creek – 8 grudnia 2002 (supergigant) – 3. miejsce
19. Bormio – 29 grudnia 2002 (zjazd) – 3. miejsce